# Marboz
Marboz ist eine französische Gemeinde mit 2.262 Einwohnern (Stand 1. Januar 2022) im Département Ain in der Region Auvergne-Rhône-Alpes; sie gehört zum Arrondissement Bourg-en-Bresse und zum Kanton Saint-Étienne-du-Bois.

## Geografie
Die Gemeinde Marboz liegt etwa 13 Kilometer nördlich der Stadt Bourg-en-Bresse am Fluss Sevron in der Bresse. im westlichen Gemeindegebiet verläuft das Flüsschen Bief d’Avignon. Nachbargemeinden von Marboz sind  Pirajoux im Norden, Villemotier im Osten, Bény und Saint-Étienne-du-Bois im Südosten, Viriat im Süden, Attignat im Südwesten, Bresse Vallons im Südwesten und Westen und Foissiat im Nordwesten.

## Bevölkerungsentwicklung
| Jahr                       | 1962 | 1968 | 1975 | 1982 | 1990 | 1999 | 2011 | 2021 |
| Einwohner                  | 1733 | 1680 | 1701 | 1926 | 2026 | 2164 | 2185 | 2268 |
| Quellen: Cassini und INSEE |      |      |      |      |      |      |      |      |

## Sehenswürdigkeiten

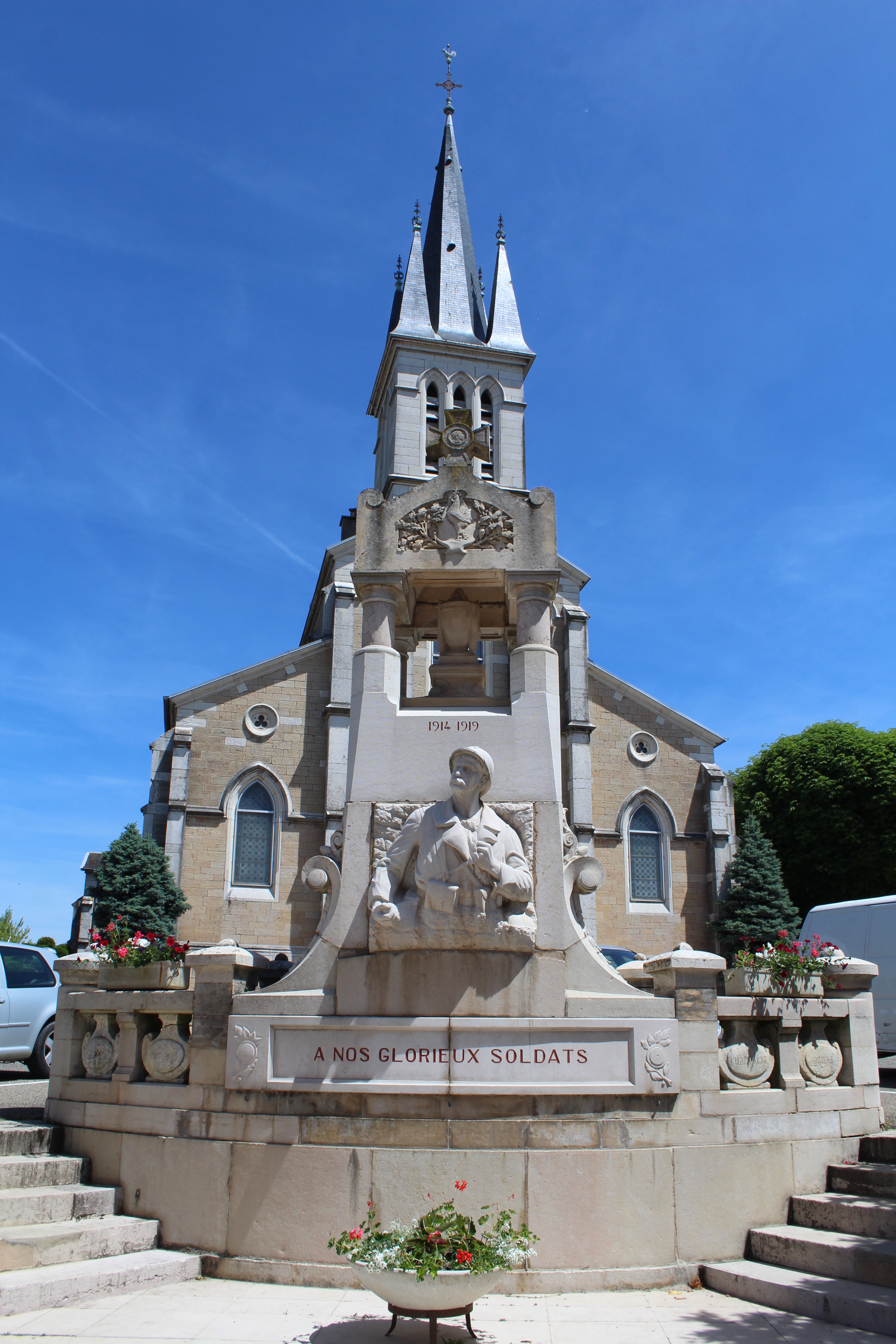
Kirche Saint-Martin
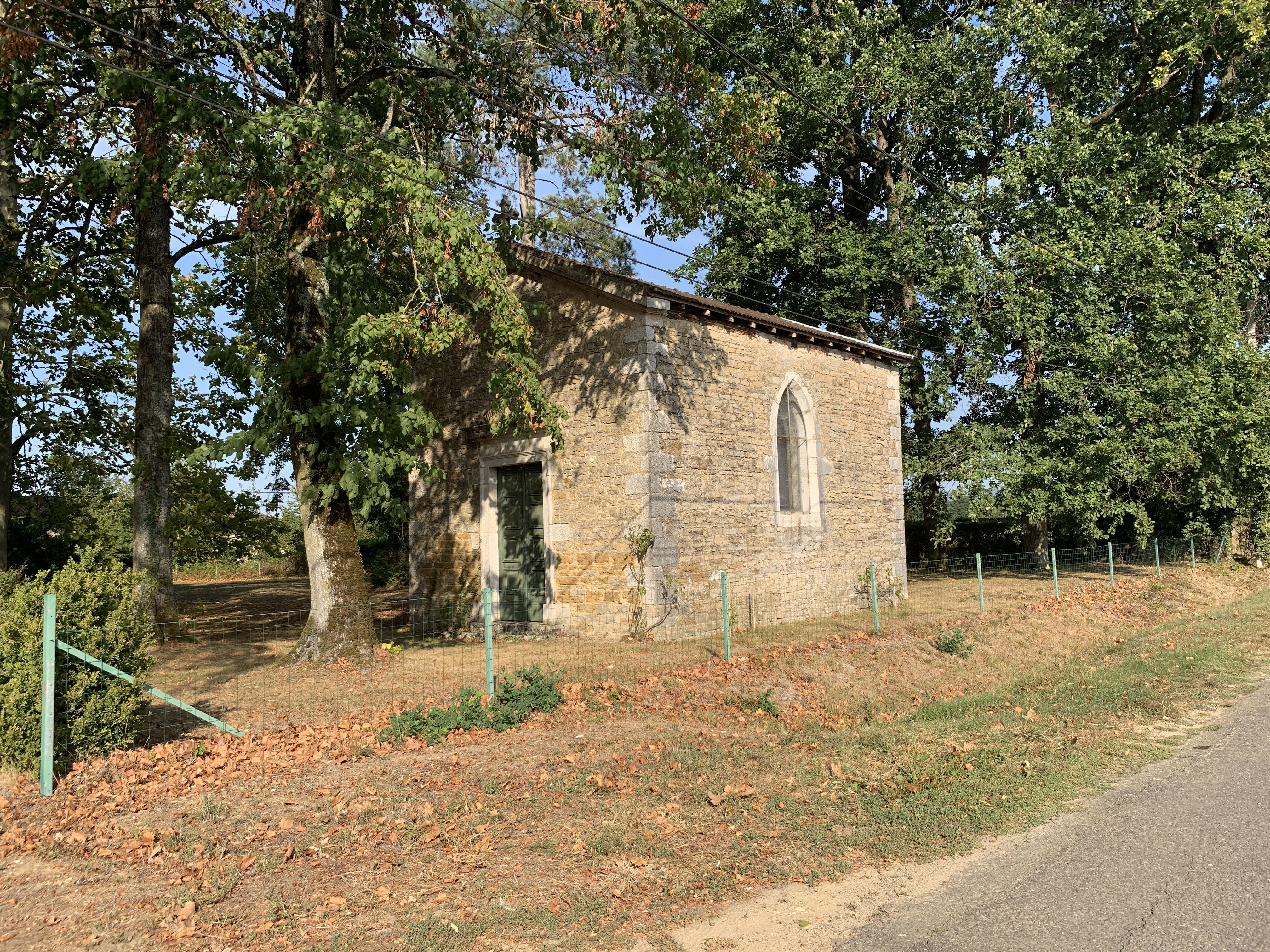
Kapelle im Ortsteil Couhardes
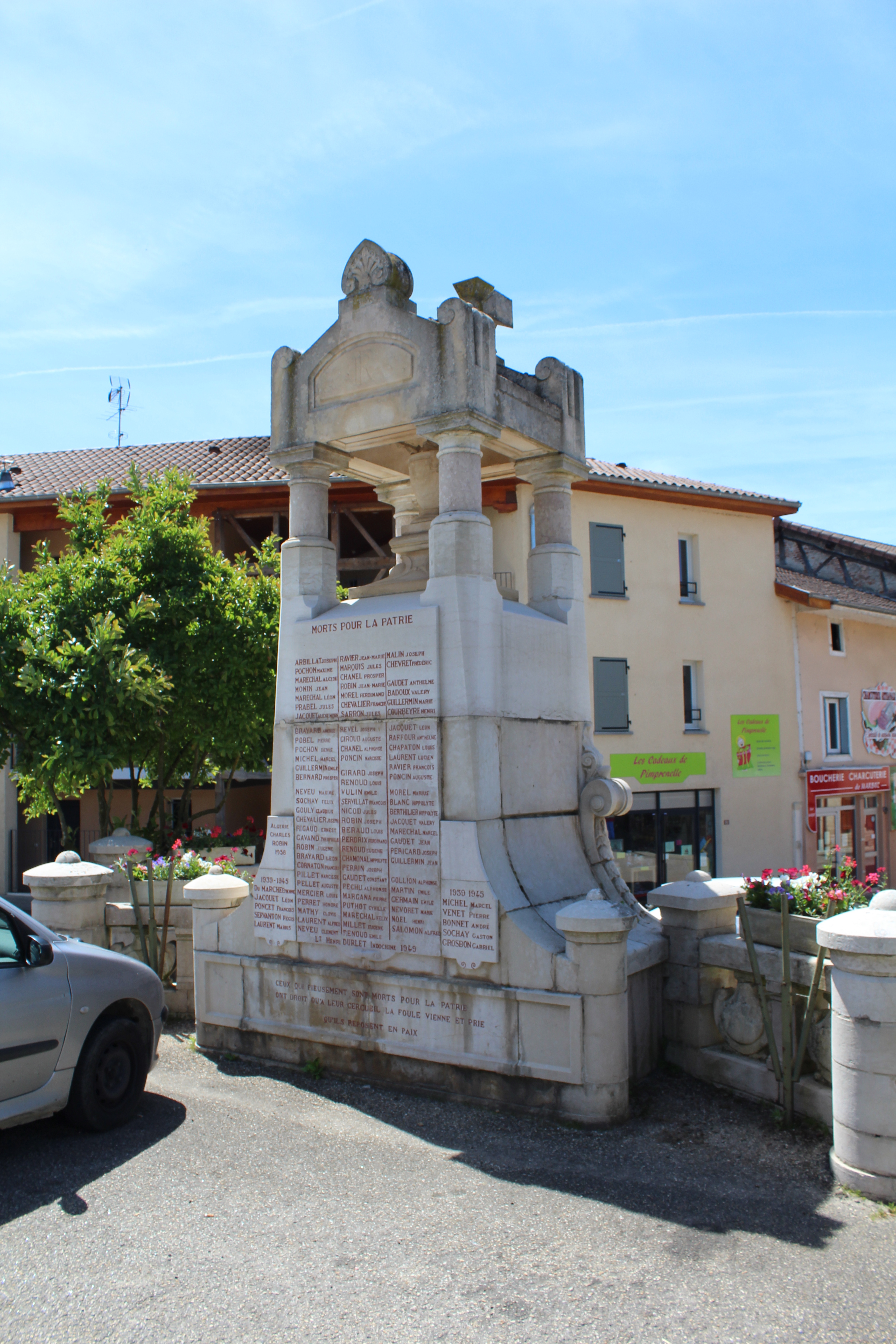
Gefallenendenkmal

- Kirche Saint-Martin
- Kapelle im Ortsteil Couhardes
- Gefallenendenkmal